# Ташлинский сельсовет (Альшеевский район)
Ташлинский сельсовет (баш. Ташлы ауыл советы) — административно-территориальная единица и муниципальное образование в Альшеевском районе Республики Башкортостан Российской Федерации.
Законом «О границах, статусе и административных центрах муниципальных образований в Республике Башкортостан» муниципальное образование наделено статусом сельского поселения.

## История
Закон Республики Башкортостан «Об изменениях в административно-территориальном устройстве
Республики Башкортостан, изменениях границ и преобразованиях муниципальных образований в Республике Башкортостан», ст. 1, ч.169, 188 (часть сто восемьдесят восьмая введена Законом РБ от 21.06.2006 № 329-з) гласит:

169. Изменить границы Альшеевского района, Ташлинского сельсовета Альшеевского района, Давлекановского района, Микяшевского сельсовета Давлекановского района согласно представленной схематической карте, передав часть территории площадью 1 га Ташлинского сельсовета Альшеевского района в состав территории Микяшевского сельсовета Давлекановского района.
188.Изменить границы Ташлинского и Казанского сельсоветов Альшеевского района согласно представленной схематической карте, передав село Урняк Ташлинского сельсовета Альшеевского района в состав территории Казанского сельсовета Альшеевского района.
— gsrb.ru/MainLeftMenu/ZakonoTvorch/Zakoni/125-2004.php
.

## Население
| 2002 | 2009 | 2010 | 2012 | 2013 | 2014 | 2015 |
| ---- | ---- | ---- | ---- | ---- | ---- | ---- |
| 844  | ↗886 | ↘726 | ↘634 | ↘598 | ↘574 | ↘548 |
| 2016 | 2017 | 2018 | 2019 | 2020 |      |      |
| ↘533 | ↘524 | ↘503 | ↘498 | ↘483 |      |      |

## Состав сельского поселения
| № | Населённый пункт | Тип населённого пункта       | Население |
| - | ---------------- | ---------------------------- | --------- |
| 1 | Ташлы            | село, административный центр | #Н/Д      |
| 2 | Таштюбе          | деревня                      | ↘191      |
| 3 | Баязитово        | деревня                      | ↘81       |

До 1986 года в состав сельсовета входили деревни Михайловка (Ташлинский сельсовет), Красный Луч.